# Паннонські русини

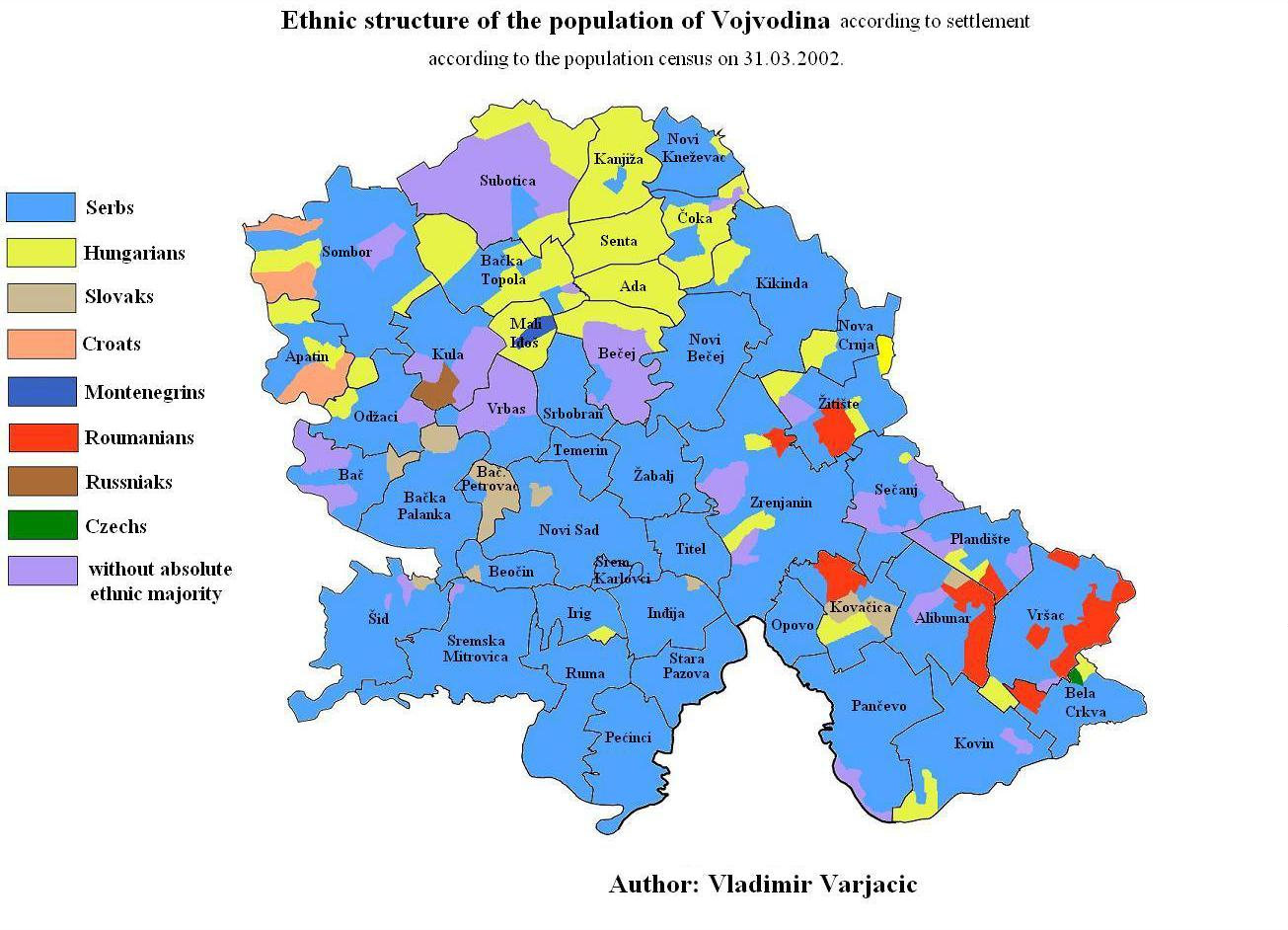
Паннонські русини у Воєводині за переписом 2002 року — на основі розрахункових даних

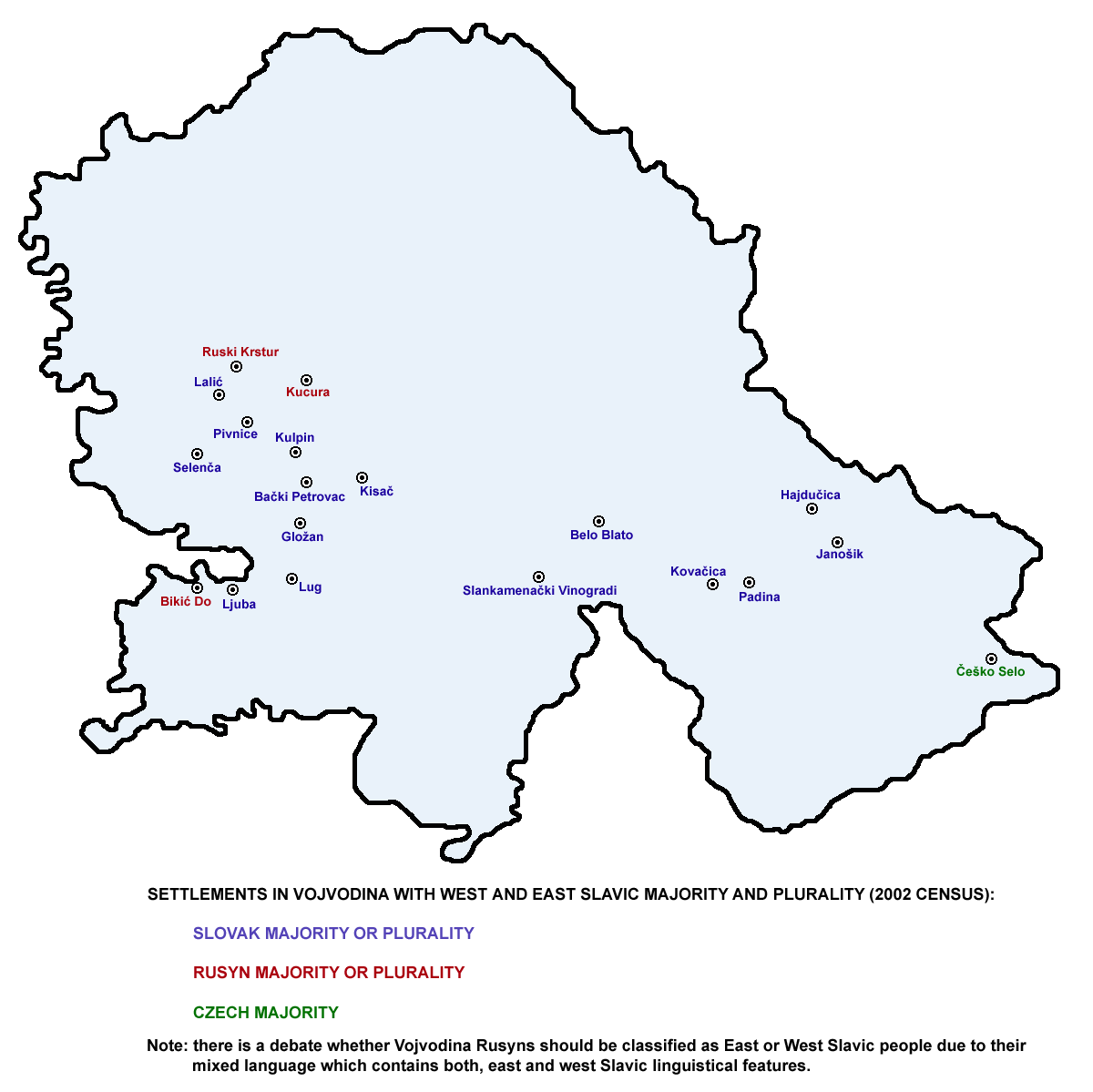
Паннонські русини Воєводини (перепис 2002)

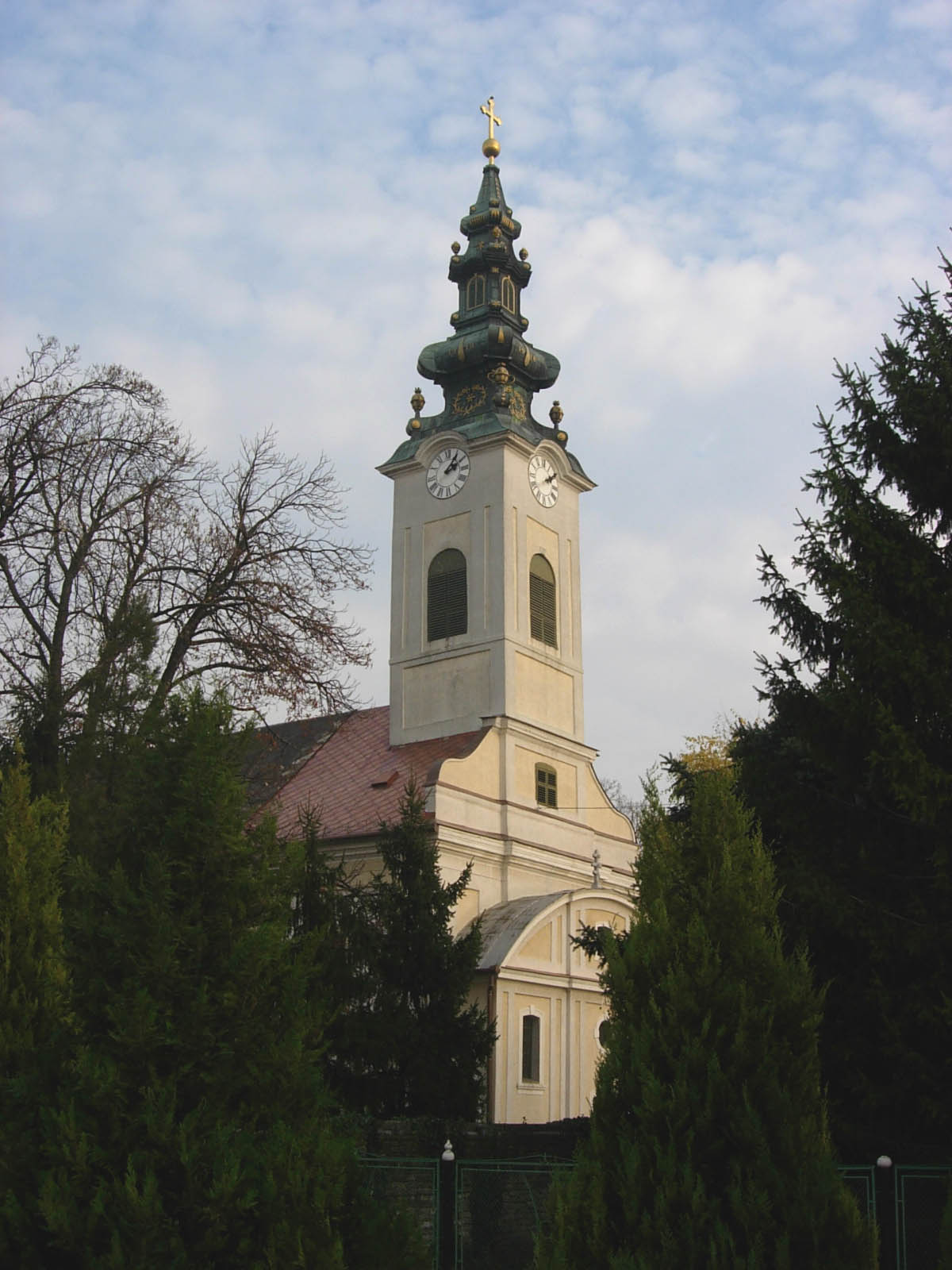
Русинська церква в Руському Крстурі

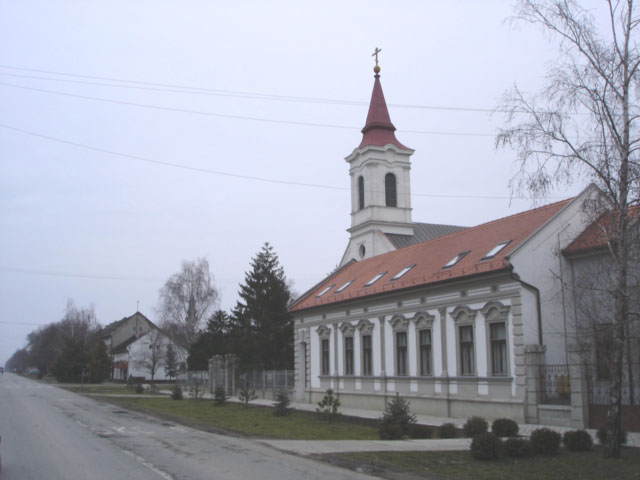
Русинська церква в Джурджеві

Паннонські русини — слов'янські меншини в Сербії і Хорватії. Вони офіційно вважаються окремою національністю в Сербії та Хорватії, але є нащадками північних русинів-українців, які живуть в основному в Україні, Словаччині, Польщі, Румунії, Угорщині.
Основна відмінність між паннонськими русинами і північними русинами — це мова: мова паннонських русинів має більш західні слов'янські риси, ніж мова карпатських русинів.

## Території розселення

### Воєводина
Паннонські русини в основному живуть в автономному краї Воєводина в Сербії. Оголошених етнічних русинів у Воєводині за переписом 2011 року проживає 13928 осіб, і їхня мова є однією із шести офіційних мов провінції Воєводини. Частина русинів називає себе українцями, чисельність становила 4202 осіб.
Село Руски Крстур в общині Кула є культурним центром паннонських русинів, у ньому мешкає майже третина русинського населення Воєводини, понад 4 тис. осіб. Існує також значна концентрація русинів у Новому Саді, де в 1820 році було розпочато будівництво греко-католицької парафіяльної церкви Святого Петра і Павла (будівництво завершено в 1834/1837). Інші села, де більшість русинів, включають Куцура муніципалітету Врбас муніципалітету і Бикич Дол в общині Шид.
Розселення русинів та українців в округах Воєводини за переписом 2011 р.
| округ                     | населення | русинів | українців | частка |
| ------------------------- | --------- | ------- | --------- | ------ |
| Західно-Бацький округ     | 188 087   | 4 718   | 1 344     | 3,22 % |
| Південно-Банатський округ | 293 730   | 25      | 84        | 0,04 % |
| Південно-Бацький округ    | 615 371   | 6 974   | 1 566     | 1,39 % |
| Північно-Банатський округ | 147 770   | 34      | 39        | 0,05 % |
| Північно-Бацький округ    | 186 906   | 456     | 81        | 0,29 % |
| Середньо-Банатський округ | 187 667   | 32      | 33        | 0,03 % |
| Сремський округ           | 312 278   | 1 689   | 1 055     | 0,88 % |
| Воєводина                 | 1 931 809 | 13 928  | 4 202     | 0,94 % |

Міста та села Воєводини з найвищою часткою паннонських русинів та українців у населенні
| місто                 | місто                | населення | русинів | українців | частка |
| --------------------- | -------------------- | --------- | ------- | --------- | ------ |
| м. Кула               | г. Кула              | 19 301    | 725     | 1 125     | 9,58 % |
| м. Вербас             | г. Врбас             | 25 907    | 1 478   | 745       | 8,58 % |
| м. Шид                | г. Шид               | 16 311    | 681     | 31        | 4,37 % |
| м. Сремська Митровиця | г. Сремска Митровица | 39 084    | 620     | 404       | 2,62 % |
| м. Црвенка            | г. Црвенка           | 10 163    | 64      | 96        | 1,57 % |
| м. Інджія             | г. Инђија            | 26 247    | 1       | 375       | 1,43 % |
| м. Петроварадин       | г. Петроварадин      | 13 973    | 141     | 41        | 1,30 % |
| м. Новий Сад          | г. Нови Сад          | 191 405   | 1 556   | 247       | 0,94 % |
| м. Сремська Кам'яниця | г. Сремска Каменица  | 11 205    | 69      | 34        | 0,92 % |
| м. Бачка Топола       | г. Бачка Топола      | 16 171    | 95      | 12        | 0,66 % |

| село              | село                                     | населення | русинів | українців | частка  |
| ----------------- | ---------------------------------------- | --------- | ------- | --------- | ------- |
| c. Руський Крстур | серб. Руски Крстур русин. Руски Керестур | 5213      | 4483    | 61        | 87,17 % |
| c. Куцура         | серб. Куцура                             | 4663      | 2200    | 49        | 48,23 % |
| c. Бикич Дол      | серб. Бикић До                           | 336       | 160     |           | 47,62 % |
| c. Джурджево      | серб. Ђурђево русин. Дюрдьов             | 5137      | 1197    | 4         | 23,38 % |
| c. Бачинці        | серб. Бачинци                            | 1374      | 215     | 21        | 17,18 % |
| c. Беркасово      | серб. Беркасово                          | 1228      | 184     | 1         | 15,07 % |
| c. Стара Бінгула  | серб. Стара Бингула                      | 190       | 23      |           | 12,11 % |
| c. Крущич         | серб. Крушчић                            | 2353      | 99      | 149       | 10,54 % |
| c. Ново Орахово   | серб. Ново Орахово                       | 2029      | 181     |           | 8,92 %  |
| c. Господжинці    | серб. Госпођинци                         | 3896      | 172     | 30        | 5,18 %  |
| c. Косанчич       | серб. Косанчић                           | 163       | 1       | 7         | 4,91 %  |
| c. Савино Село    | серб. Савино Село                        | 3351      | 74      | 65        | 4,15 %  |
| c. Боджани        | серб. Бођани                             | 1113      |         | 46        | 4,13 %  |

### Хорватія
Є також громада паннонських русинів у Славонії (Хорватія), що мешкають у селах Петровці (громада Богданівці) та Міклушевці (громада Томпоєвці) Вуковарсько-Сремської жупанії.
| Община     | Opština    | населення | русинів | українців | частка  |
| ---------- | ---------- | --------- | ------- | --------- | ------- |
| Богданівці | Bogdanovci | 2366      | 550     | 175       | 30,64 % |
| Томпоєвці  | Tompojevci | 1999      | 366     | 5         | 18,56 % |
| Липовляни  | Lipovljani | 4101      | 3       | 177       | 4,39 %  |
| Бебрина    | Bebrina    | 3541      | 0       | 107       | 3,02 %  |
| м. Вуковар | Vukovar    | 31670     | 567     | 242       | 2,55 %  |

## Історія
Населення населених пунктів Банату і Бачки було знищено під час Османської війни. Паннонські русини емігрували в сьогоднішні краї Банат і Бачка разом із німцями, угорцями і словаками з регіону, який у наш час, охоплює частину східної Словаччини і північно-західної Угорщини. Це було частиною інтенсивної колонізації, проведеної Австрійською імперією в регіоні, багатому на орні землі, та спрямованої на підвищення доходів імперії за рахунок податків.
Офіційною датою русинського врегулювання у Воєводині є 17 січня 1751, коли адміністратор Вачка Франк де Йосипа Редль підписав контракт із Михайлом Мункачі з села Червеньово в жупі Берег, щоб привести 200 русинських сімей греко-католицького обряду з верхньо-угорських районів, відомих як «Горнїца», в Руський Крстур. Крстур був сербським поселенням, що згадується в 1741 році як зруйноване і занедбане, оскільки поселенці переїхали в Чералево. Адміністратор же підписав ще один контракт від 15 травня 1763 року з Петром Кіс з Крстур, щоб привести 150 русинських сімей греко-католицького обряду з однієї області, що у «Верхній Угорщині», до Куцура.
У міру зростання населення і орних земель поселенців, контракт був обмежений, і багато сімей із Крстура і Куцура вирішили мігрувати в місто Новий Сад у 1766 і 1767 роках. Пізніше русини оселилися в Шиді, Вайска, а на початку 19 століття — у Вуковарі та Ілоку, що в сучасній Хорватії. У Петровці, а також Хорватію, русини почали переселення в 1833 році, а пізніше у Бачинці в 1834 році.
В цілому в окрузі Бач-Бодрош (який був у південній Угорщині і сьогоднішніх, головним чином, Банаті і Бачці), перепис населення з 1767 р. показує близько 2.000 русинів. Перепис населення з 1991 року в тому ж районі показує близько 25.000 русинів. На початку XXI століття чисельність паннонських русинів зменшується і передбачуване число становить близько 15.000. Основною причиною цього є збільшення числа русинів, які вирішили емігрувати в Канаду.
У Сербії українці та русини були об'єднані в єдиний Союз русинів-українців-русинів Сербії, хоча фактично діяльність українських і русинських організацій у межах Спілки поступово відокремлюється. В Хорватії досі існують Союз русинів і українців Хорватії та Українська громада Республіки Хорватія, але також відбувається процес відокремлення української та русинської спілок, загалом через проблеми міждіалектного розуміння, а також релігію.

## Мова
Паннонські русини вважають свою версію русинської — особливою мовою. Ті, хто вважає її відмінною від мови північних русинів, стверджують, що вони говорять західними слов'янськими мовами, на відміну від північно-русинського варіанту, який є східнослов'янською мовою. У той же час ця відмінність не обов'язково унікальна для паннонських русинів, оскільки мови інших русинських груп у Словаччині та Польщі також містять особливості східних і західних слов'янських мов.
Автором першої нормативної граматики русинської мови був Гавриїл Костельник, він же був поетом, критиком і першим русинським прозаїком. Його справу розвивали Дюра Папгаргаї та Михайло Ковач, видатні русинські письменники, Микола Кочиш — русинський письменник і мовознавець, який упорядкував русинську літературну мову. Петро Різнич-Дядя створив русинський театр у м. Руський Крстур, який донині ставить п'єси.